# Arvid Lindström
Karl Arvid Lindström (* 15. Januar 1866 in Hedemora; † 25. Oktober 1944 in Nyköping) war ein schwedischer Elektroingenieur.

## Leben
Er studierte 1866–1889 in Uppsala und begann 1900 als Ingenieur bei ASEA. Nach dem Tod von Jonas Wenström (1893) vollendete er zusammen mit Ernst Danielson dessen Werk.
1904 wurde er zusätzlich Lehrer an der Königlich Technischen Hochschule Stockholm und 1907 Professor für Theoretische Elektrotechnik. 1911 wurde er Mitglied der Königlich Schwedischen Akademie der Wissenschaften und 1919 Mitglied der Königlich Schwedischen Ingenieursakademie (Ingenjörsvetenskapsakademien).
Nach mehrmonatiger Krankheit starb er im Krankenhaus in Nyköping.